# Escriptura pictogràfica

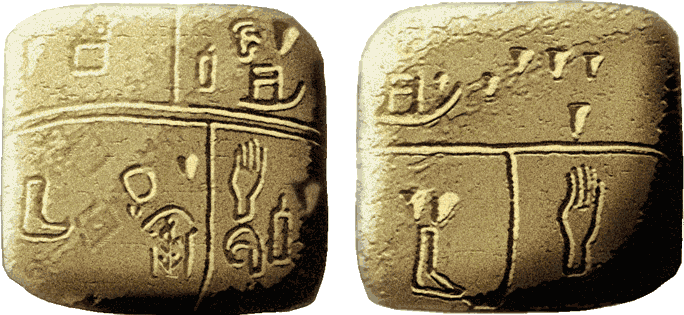
Tauleta de pedra gravada amb escriptura pictogràfica procedent de la ciutat mesopotàmica de Kish (Iraq), datada el 3500 aC. Consta de pictogrames que representen caps, peus, mans, nombres i trills. Es conserva al Departament d'Antiguitats de l'Ashmolean Museum, Oxford

L'escriptura pictogràfica és una forma de comunicació escrita que es remunta al Neolític, en què l'ésser humà feia servir les pictografies per a representar objectes mitjançant dibuixos en la pedra.
L'escriptura pictogràfica és la primera manifestació de l'expressió gràfica i es caracteritza pel fet que cada signe del codi gràfic és la traducció d'una frase o d'un enunciat complet. Aquest tipus d'escriptura es compon de pictogrames, és a dir, signes que representen objectes.
En la pictografia, les escenes tenien una finalitat causativa, es dibuixaven persones caçant búfals perquè els búfals poguessin ser caçats; a més a més, els símbols usats eren icònics (s'assemblaven al que representaven, un toro era un toro i no una altra cosa). Amb el temps, la pictografia va donar pas a la ideografia.
L'avantatge d'aquest tipus de comunicació és que les persones es poden entendre sense la necessitat de compartir una mateixa llengua, ja que els pictogrames no es refereixen a la forma lingüística ni fonètica d'una llengua. No obstant això, el major inconvenient de l'escriptura pictogràfica és que no serveix per a representar nocions abstractes.

## Història
Un dels primers usos que se li va donar a l'escriptura pictogràfica per part dels sumeris va ser el de gestionar mercaderies; es tractava d'indicar quants porcs, ases o sacs de cereals rebia el temple sumeri d'un determinat subjecte. Posteriorment, els sumeris van començar a escriure sobre plaques de fang que presentaven trets en forma de falca, cosa que va donar pas a l'escriptura cuneïforme.
A partir de l'escriptura pictogràfica es van obrir dos camps:
- A Mesopotàmia, es van idealitzar els dibuixos dels pictogrames, substituint-los per diversos trets que recordaven la forma del dibuix inicial. Més tard, els traços es van estilitzar i la similitud amb els pictogrames primitius es va perdre.

- Els antics egipcis, a partir de l'escriptura pictogràfica, van crear el sistema jeroglífic.

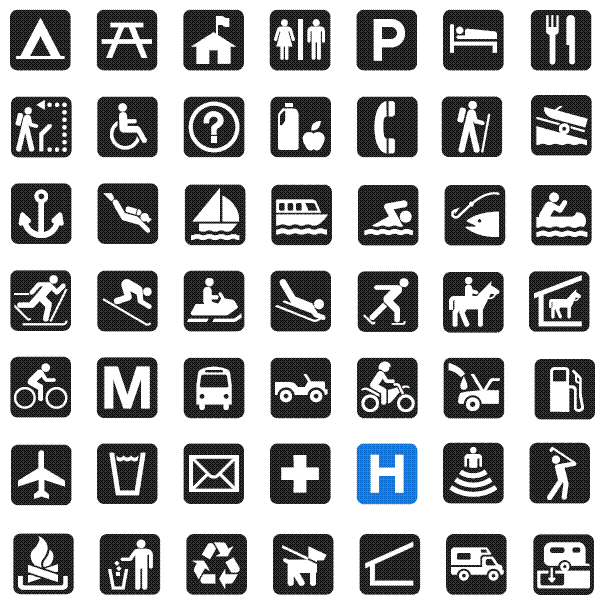
Ús de pictogrames per a la senyalística del Servei de Parcs Nacionals dels Estats Units.

## Ús modern
L'escriptura pictogràfica es continua utilitzant avui en dia reduïda a pictogrames emprats com a senyals o instruccions. A causa de la seva naturalesa gràfica i l'estil bastant realista, s'utilitzen àmpliament per a indicar lavabos públics en llocs com els aeroports o estacions de tren. No obstant això, fins i tot aquests símbols són altament específics per a cada cultura. Per exemple, en algunes cultures els homes porten vestimentes similars a un vestit o túnica, així que ni tan sols el signe de lavabo és universal. L'escriptura pictogràfica com a tècnica poètica moderna s'atribueix a Ezra Pound, encara que els surrealistes francesos volen que els orígens es remuntin als amerindis del nord-oest del Pacífic, que van introduir aquest tipus d'escriptura a través dels tòtems. La norma internacional ISO 7001: Símbols d'Informació Públics defineix un conjunt estàndard de pictogrames. Altres conjunts comuns de pictogrames són els que es troben a les etiquetes de la roba (per indicar com rentar-la) o les etiquetes dels productes químics.